# محمد طاهری (کشته‌شده)
محمد طاهری (۲ خرداد ۱۳۷۹ – ۲۶ آبان ۱۳۹۸) یکی از کشته‌شدگان اعتراضات آبان ۱۳۹۸ ایران بود.

## زندگی
محمد طاهری ۲ خرداد ۱۳۷۹ متولد شد. او در شهرک قلعه میر شهرستان بهارستان زندگی می‌کرد و دانشجوی رشتهٔ مهندسی معماری دانشگاه آزاد پرند بود.

## کشته‌شدن
محمد طاهری، ۲۶ آبان ۱۳۹۸، در سومین روز از اعتراضات مردمی به افزایش قیمت بنزین، با جمعیت مردم معترض در سه‌راه آدران قلعه میر روبرو شد. او پس از اصابت گلولهٔ نیروهای امنیتی از ناحیهٔ پهلو مجروح و به درمانگاه منتقل شد. به دلیل تعداد زیاد مجروحان به بیمارستان منتقل شد. اما به دلیل خونریزی شدید جان‌باخت. پیکر او در قبرستان دارالاسلام اسلامشهر به خاک سپرده شد.

## حواشی
- بر اساس تصویری که فرزاد صیفی‌کاران منتشر کرد، در گواهی فوت محمد طاهری، علت مرگ: برخورد اجسام سخت یا تیز، شوک ناشی از خون‌ریزی و آسیب عروق حیاتی ناحیه شکم و لگن درج شده‌است.[۱۶]
- خانوادهٔ محمد طاهری در سالگرد او از حضور بر مزارش منع شدند.[۱۷]
- اسفند ۱۳۹۹، مادر محمد طاهری به همراه جمع دیگری از مادران جان‌باختگان آبان ۱۳۹۸، به کمپین «نه به جمهوری اسلامی» پیوستند.[۱۸]
- ۱۱ اردیبهشت ۱۴۰۰، همزمان با روز جهانی کارگر، مادر محمد طاهری به همراه مادرانِ رضا معظمی، مهرداد معین‌فر، پژمان قلی‌پور، به دیدار گوهر عشقی مادر کارگر جان‌باخته ستار بهشتی رفت. او در ویدئویی گفت به مناسبت روز کارگر از کشته‌شدگان آبان ۱۳۹۸ یاد کنیم و نام و یاد آنان را گرامی بداریم.[۱۹]
- خانوادهٔ طاهری در آستانهٔ انتخابات ریاست جمهوری ۱۴۰۰، به همراه برخی دیگر از خانواده‌های کشته‌شدگان آبان ۱۳۹۸، به کمپین «رای بی رای» پیوستند.[۲۰]
- زینب محمدی مادر محمد طاهری[۲۱] در خرداد ۱۴۰۰ با انتشار ویدئویی اعلام کرد که رأی او نه به جمهوری اسلامی است. او گفت: «نه می‌بخشیم نه فراموش می‌کنیم»[۳]
- مجید طاهری پدر محمد طاهری، در آستانهٔ انتخابات ۱۴۰۰ با انتشار ویدئویی تأکید کرد که در سال ۱۳۹۶ به امید بهبود اوضاع پای صندوق «رأی» رفت ولی پاسخ خود را با قتل فرزند ۱۹ ساله‌اش گرفت. او گفت: «پدر جاویدنام محمد طاهری هستم از کشته‌شدگان آبان خونین ۹۸. من هم مثل خیلی از مردم ایران در انتخابات شرکت کردم که آینده بچه‌هایم بهتر شود… ولی به ناحق و بی‌گناه پسر ۱۹ ساله من را کشتند. من رأی نمی‌دهم و شرکت نخواهم کرد. رأی من سرنگونی این رژیم فاسد و جنایتکار است».[۲۲][۲۳][۲۴]
- ۷ آبان ۱۴۰۰، همزمان با روز کوروش بزرگ، در روز تولد مهرداد معین‌فر از جانباختگان اعتراضات آبان ۱۳۹۸، مادر محمد طاهری گفت:[۲۵]«من مادر محمد طاهری هستم از جانباخته‌های آبان خونین ۹۸. آبان خونینی که یکی از عریان‌ترین و شرمگین‌ترین ظلمی بود که توی این ۴۲ سال به ملت شد. هزاران هزار آدم بی‌گناه در این ۴۲ سال کشته شدند. در آبان ۹۸ به‌خاطر یک اعتراض صدها جوان بی‌گناه را وسط خیابان با تیر زدند. جوانانی که همه دست خالی بودند با مشت جلو رفتند ولی جوابشان گلوله شد.» زینب محمدی مادر محمد طاهری ضمن تأکید بر اینکه «مادران دادخواه» با اتحاد در کنار هم، دادخواه خون فرزندانشان خواهند بود، خواستار محاکمهٔ بین‌المللی آمران و عاملان کشتار آبان ۱۳۹۸ شد.[۲۵]
- ۱۳ آبان ۱۴۰۰، همزمان با روز دانشجو، مادر محمد طاهری در صفحهٔ مجازی شخصی خود با انتشار عکسی از فرزندش نوشت: «گل پرپر شدهٔ من، جاویدنام محمد طاهری، دانشجوی رشتهٔ مهندسی معماری دانشگاه آزاد پرند، اگر حرامیان زمانه جان شیرین محمد من رو نمی‌گرفتن، محمد من هم مثل همه الان داشت روز دانشجو رو تو استوریاش تبریک می‌گفت.»[۲۶]